# تران کوک هین
تران کوک هین (انگلیسی: Trần Quốc Hiền؛ زادهٔ c. ۱۹۶۵) وکیل اهل ویتنام است که بخاطر داشتن فعالیت‌های اتحادیه‌ای توسط دولت ویتنام به زندان افتاد. چندین سازمان حقوق بشری بین‌المللی، از جمله عفو بین‌الملل که به وی زندانی عقیده لقب داد، به دستگیری وی اعتراض کردند.

## فعالیت‌ها
تران مدیریت یک مؤسسه حقوقی را در شهر هوشی مین به عهده داشت که کارش دفاع از دهقانانی بود که زمین‌هایشان توسط دولت مصادره شده بود. وی همچنین به گذاشتن پستهای انتقادی نسبت به دولت در اینترنت مبادرت کرد، از جمله مقاله «تعقیب» که توصیف یک زندگی تحت حاکمیت دولت بود.
در تاریخ ۱۰ ژانویه ۲۰۰۷، در آستانه برگزاری اجلاس آپک (سازمان همکاری‌های اقتصادی آسیا- پاسیفیک) در ویتنام، پس از دستگیری ۴ تن از رهبران سازمان کارگران و کشاورزان متحد (UWFO) - به نامهای تران تی له هانگ، نگوین تان هوان، دوان ون دین و دوان هوی چونگ- تران به عنوان سخنگوی این سازمان انتخاب شد. پیش از آن وی به عنوان مشاور قانونی برای این سازمان کار می‌کرد. دو روز بعد، تران به اتهام «تبلیغ علیه دولت» و دست داشتن در مسایل امنیتی بازداشت شد. او همچنین متهم به عضویت در سازمان بلوک-۸۴۰۶، یک جنبش هوادار دموکراسی، شد.
به دنبال یک محاکمه چهارساعته در ۱۵ مه ۲۰۰۷ تران با وارد کردن دو اتهام به وی گناهکار شناخته شد و به ۵ سال زندان و ۲ سال حبس خانگی محکوم گردید.
محکومیت تران موج اعتراضاتی را توسط سازمانهای حقوق بشری در چندین شهر اصلی از جمله انجمن جهانی قلم، دیدبان حقوق بشر، گزارشگران بدون مرز و عفو بین‌الملل برانگیخت که خواستار آزادی تران به عنوان یک زندانی عقیده شدند.
در ۱۱ ژانویه ۲۰۱۲ تران بعد از گذراندن ۵ سال محکومیت خود از زندان آزاد شد. وی مدعی شد که پس از آزادی تحت نظر دوربین و استراق سمع بود و در ماه فوریه توسط نیروی پلیس کشور به عمد در یک تصادف رانندگی به خارج از جاده رانده شد. در ماه اوت همان سال به تایلند گریخت و از طریق کمیساریای عالی سازمان ملل متحد برای پناهندگان تقاضای پناهندگی کرد و گفت: «فرار از وطنم کمکم می‌کند تا به مبارزه برای برقراری دموکراسی و حقوق بشر در ویتنام ادامه دهم».